# Alan Gilbert
Alan Gilbert (New York, 23 febbraio 1967) è un direttore d'orchestra statunitense.

## Biografia
Ha studiato all'Harvard University, al New England Conservatory di Boston, al Curtis Institute of Music di Filadelfia ed alla Juilliard School di New York.
Dal 1993 è stato il primo violino della Santa Fe Opera.
Nel 1994 vince il Concours international d'exécution musicale de Genève.
Dal 2000 al 2008 è il direttore principale dell'Orchestra Filarmonica Reale di Stoccolma, dal 2003 al 2007 direttore musicale del Santa Fe Opera e dal 2009 al 2017 della New York Philharmonic.
Dal 2004 al 2014 è il direttore ospite principale dell'Orchestra della Norddeutscher Rundfunk.

## Discografia parziale
- Brahms: Tragic Overture - Beethoven: Symphony No. 7 - New York Philharmonic/Alan Gilbert, 2016 New York Philharmonic
- Mahler: Symphony No. 3 - New York Philharmonic/Alan Gilbert, 2010 New York Philharmonic
- Mendelssohn: Elijah - New York Philharmonic & Choral Artists/Alan Gilbert/Joseph Flummerfelt/Twyla Robinson/Alice Coote/Allan Clayton/Gerald Finley/Jennifer Johnson/Benjamin P. Wenzelberg, 2011 New York Philharmonic
- Bocelli, One Night in Central Park - New York Philharmonic/Andrea Bocelli/Alan Gilbert, 2011 Sugar Universal
- Fleming, Ravel/Messiaen/Dutilleux - Fleming/Gilbert/Ozawa, 2011 Decca

## DVD
- Adams: Doctor Atomic - Metropolitan Opera, 2008 Sony - Grammy Award for Best Opera Recording 2012